# 291 Alica
291 Alica (mednarodno ime je 291 Alice) je majhen asteroid v glavnem asteroidnem pasu. 
Pripada družini asteroidov Flora.

## Odkritje
Asteroid je odkril avstrijski astronom J. Palisa 25. aprila 1890 na Dunaju . 

## Lastnosti
Asteroid Alica obkroži Sonce v 3,31 letih. Njegova tirnica ima izsrednost 0,259, nagnjena pa je za 22,308° proti ekliptiki. Njegove mere so 19×12×11 km, okoli svoje osi se zavrti v 4,32 h .
Analiza svetlobnih krivilj kaže, da pol asteroida kaže proti ekliptičnima koordinatama (β, λ) = (55°, 65°)  ali pa proti (β, λ) = (55°, 245°) ˙(napaka do10°) .
To da za nagib vrtilne osi okoli 35°.